# Jalgaon
Jalgaon (en marathi : जळगांव)  est une ville de l'État indien du Maharashtra.